# 塔氏龍占麗魚
塔氏龍占麗魚，為輻鰭魚綱鱸形目隆頭魚亞目慈鯛科的其中一種，分布於非洲馬拉威湖流域，棲息深度2-28公尺，體長可達9.4公分，棲息在中底層水域，生活習性不明。

## 擴展閱讀
維基物種上的相關：塔氏龍占麗魚